# 十谷温泉
十谷温泉（じっこくおんせん）は、山梨県南巨摩郡富士川町（旧甲斐国）にある温泉（鉱泉）。この項目では十谷地域および至近にある甲州鰍沢温泉 かじかの湯についても述べる。

## 概要
狭い地域にカルシウム・塩化物泉（十谷上湯温泉）や単純硫黄冷鉱泉など多種の源泉が湧くのが大きな特徴であったが、2024年現在営業する十谷地区の温泉旅館は含鉄（Ⅱ、Ⅲ）-カルシウム-硫酸塩冷鉱泉が源泉の「山の湯」1軒のみとなっている。
周辺を流れる富士川の支流大柳川（大柳川渓谷）には滝や吊橋も複数あり、新緑・紅葉の渓谷として、またハイキングや釣り、キャンプの名所として著名である。

## 効能
筋肉痛・こわばり・軽度高血圧・軽い喘息・うつ・疲労回復など。

## 歴史
起源は戦国に遡るともいわれ、天狗の湯治伝説も残る由緒ある秘湯だが、大正時代に山崩れに遭い温泉街が壊滅したため当時の詳細は不明である。
現在に続く温泉街は1960年に復興したものという。

## 十谷地区

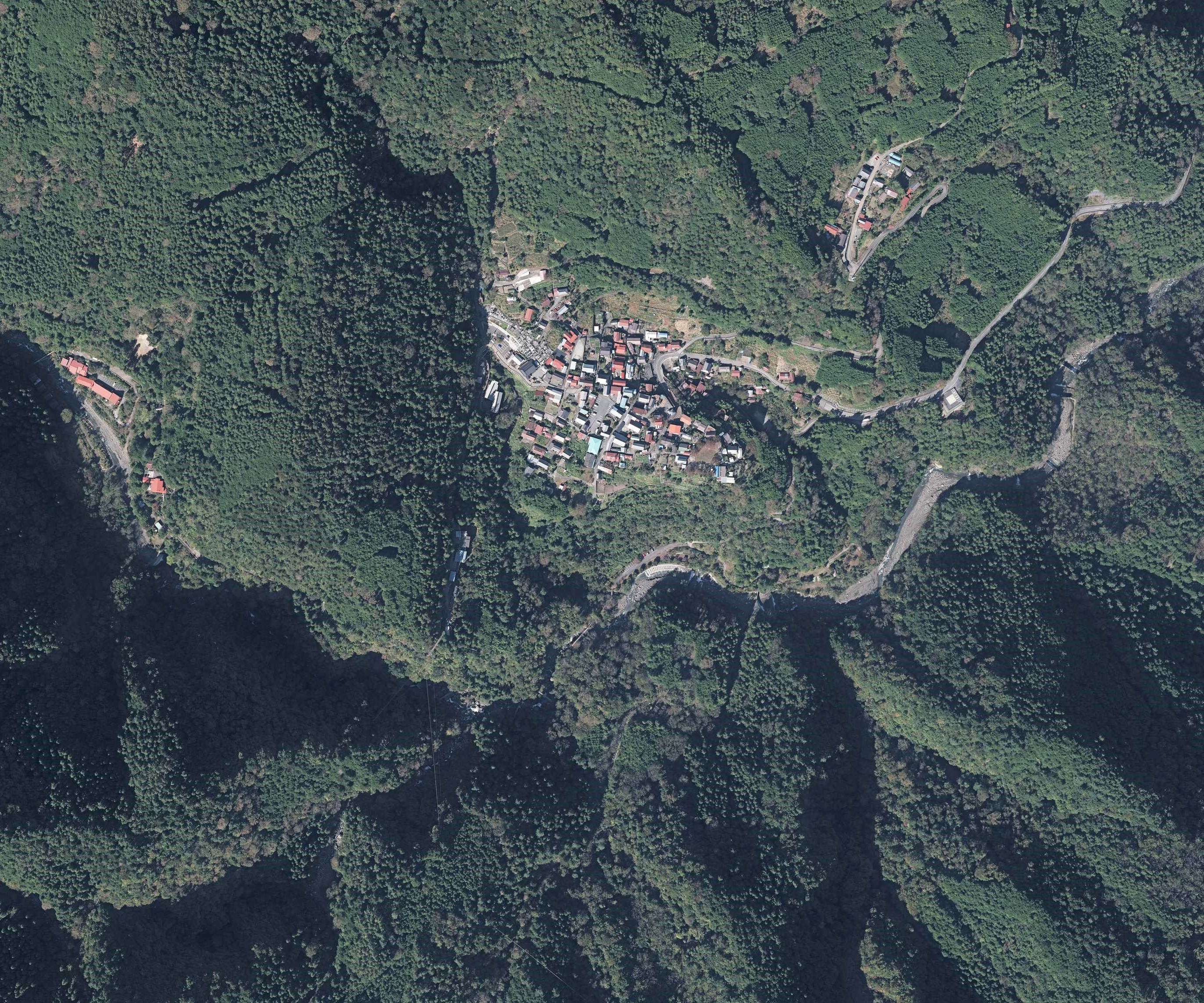
2018年に撮影された十谷地区。

地名は10の谷があること、または山谷が広いことに由来するといわれる。
かつては峠道を介して早川沿岸や、石膏・銀・銅の鉱山があった茂倉と甲府を結ぶ中継地として賑わった。現在も早川町の西山温泉・奈良田温泉・光源の里温泉方面への林道がのびているが、1車線幅、及び一部未舗装のため注意が必要である。
源義光が築城した源氏山がほど近いことからこの地域は源氏に縁があり、富士川町の郷土料理「みみ」はそこから発祥したとも伝わる。歴史ある町並みで石畳も残るが、昨今は限界集落化が進んでいる。
周辺の山は県が林業雇用を推進している。

## 甲州鰍沢温泉 かじかの湯
集落から約3 km東、大柳川下流の鳥屋地区にある温泉施設。地下1,400 mから湧出する。前述のとおり源泉も多種であり、「食塩泉、芒硝泉、石膏泉がミックスされたようなユニークな成分の温泉」と紹介されている。弱アルカリ性で、筋肉痛や冷え性、慢性婦人病などへの効能があり、濃度が高いため「療養泉」として多くの人が訪れる。

## アクセス
- 身延線鰍沢口駅から「ホリデーバス」[注 4]で「かじかの湯」「十谷入口」下車[19][20]。
- 中部横断自動車道六郷ICから15分前後。

### 注
1. ↑  「じゅっこく」や「じゅこく」の表記ゆれもみられる。10#漢字「十」の音読みも参照。
2. ↑  地層的に滑りやすい土地であり、明治期には大柳川に形成されていた天然ダムが決壊している。1966年に地滑り防止区域に指定され、平成初期に大規模な工事が行われたのち、現在はある程度の安定を見ている。(1)(2)(3)
3. ↑  この点は群馬県の霧積温泉と境遇が似ている。
4. ↑  1日3往復、土日祝日のみ運行。但し年末年始は運休。

### 汎用
1. ↑  “十谷上湯温泉 源氏の湯 | ぶらり富士川”. ★. 2025年7月13日閲覧。
2. ↑  “十谷温泉 十谷荘 | ぶらり富士川”. burari-fujikawa.com. 2024年7月8日閲覧。
3. ↑  深沢喜延 (1995). “「山梨県の温泉の今昔 一市町村の温泉を中心に一」”. 『温泉科学』 第45巻 (第3号):  177-187. CRID 1520009407478095104 2024年6月29日閲覧。.
4. ↑  “温泉宿”. Google Maps. 2024年7月8日閲覧。
5. ↑  “山梨県十谷温泉郷 温泉民宿「山の湯」 ～ 源泉のご紹介 ～”. 山梨県十谷温泉郷 温泉民宿「山の湯」. 2025年7月13日閲覧。
6. ↑  “十谷温泉の温泉情報 - 温泉GO! 日本全国温泉情報サイト”. onsen5.com. 2024年7月8日閲覧。
7. 1 2  日本大百科全書(ニッポニカ),デジタル大辞泉プラス. “十谷温泉(じっこくおんせん)とは？ 意味や使い方”. コトバンク. 2025年7月13日閲覧。
8. ↑  “shurakumachinami.natsu.gs”. www.shurakumachinami.natsu.gs. 2025年7月13日閲覧。
9. ↑  “茂倉”. 早川マインド. 2025年7月13日閲覧。
10. ↑  早川町教育委員会（日本上流圏文化研究所所蔵）『ふるさと運動 先人のわらじの跡をたずねて - 「十谷峠道中」』早川町、n.d.、2,4,8頁。2024年7月12日閲覧。
11. ↑  “山梨県　県営林道通行規制情報　 林道詳細”. www.pref.yamanashi.jp. 2024年7月12日閲覧。
12. ↑  永澤康太. “山がご馳走！山梨・十谷温泉郷「山の湯」自慢の超パノラマ | 山梨県”. トラベルjp 旅行ガイド. 2024年7月8日閲覧。
13. ↑  “みみ 山梨県 | うちの郷土料理：農林水産省”. www.maff.go.jp. 2024年7月8日閲覧。
14. ↑  The Silent Hill (2022年8月3日). 【限界集落】№7 十谷集落 山梨県富士川町 古い町並み. YouTubeより2024年7月8日閲覧.
15. ↑  “十谷の森”. 山梨県. 2024年7月8日閲覧。
16. ↑  “Google Maps”. Google Maps. 2024年7月8日閲覧。
17. ↑  “温泉”. かじかの湯 富士川町. 2024年7月8日閲覧。
18. ↑  “甲州鰍沢温泉　かじかの湯／富士の国やまなし観光ネット 山梨県公式観光情報”. www.yamanashi-kankou.jp. 2024年7月8日閲覧。
19. ↑  “富士川町ホリデーバス 【鰍沢口駅～平林線／小室線／十谷線】”.   富士川町 (2020年4月4日). 2024年7月8日閲覧。
20. ↑  “ホリデーバス（土日祝日運行）”. www.town.fujikawa.yamanashi.jp. 2024年7月8日閲覧。